# Emanuele D'Anna
Emanuele D'Anna (Baiano, 23 maggio 1982) è un calciatore italiano, centrocampista e terzino del Carotenuto.

## Caratteristiche tecniche
Centrocampista di fascia, preferibilmente destra (ma è stato impiegato anche sulla corsia opposta), può ricoprire anche il ruolo di terzino.

## Carriera

### Ascoli e Milan
La sua carriera calcistica inizia all'età di 14 anni, quando entra a far parte della Primavera dell'Ascoli. Nella stagione 1999-2000 viene acquistato dal Milan, che lo inserisce nella propria formazione Primavera.

### Chieti, Piacenza, Arezzo e Juve Stabia
L'anno seguente gioca in Serie C2 nel Chieti, con cui conquista la promozione in Serie C1. D'Anna rimane in Abruzzo fino al 2003, quando arriva in Serie B prima con la maglia del Piacenza (stagioni 2003-2004 e 2004-2005) e poi con quella dell'Arezzo (stagione 2005-2006). Dopo questa stagione ritorna in C1 nella Juve Stabia.

### Pisa, Chievo e il ritorno a Pisa
A fine campionato rescinde il contratto trasferendosi al Pisa, dove disputa la stagione 2007-2008. Qui è impiegato abitualmente da mister Ventura sulla fascia sinistra, segnando 4 reti (contro Frosinone, Vicenza, Chievo e Ravenna).
Per la stagione 2008-2009 firma un contratto triennale con il Chievo. Con i gialloblu esordisce in Serie A il 31 agosto 2008 al Bentegodi contro la Reggina (2-1), sostituendo Luciano al 56º minuto di gioco, disputando in tutto 9 gare in massima serie. Il 31 gennaio 2009, trovando poco spazio fra le file dei clivensi, torna al Pisa, con la formula del prestito fino a fine stagione; a fine stagione i toscani retrocedono in Serie C1.

### Benevento, l'anno di inattività, Sorrento, Gubbio, Maceratese ed il ritorno in Campania
Nella sessione di mercato estiva 2009 passa a titolo definitivo al Benevento, firmando un contratto triennale; a partire dal 2011 diventa capitano della formazione giallorossa. Nel giugno del 2013 rescinde il contratto con il Benevento. Il 22 luglio 2013 seguente parte per il ritiro dei calciatori svincolati a Coverciano, organizzato dall'Associazione Italiana Calciatori. Rimane senza contratto fino al gennaio 2014, quando firma per il Sorrento, militante in Lega Pro Seconda Divisione. Nel mercato estivo si trasferisce al Gubbio, squadra militante in Lega Pro che a fine stagione retrocede in Serie D dopo aver perso i play-out.
Nel luglio 2015 si trasferisce alla Maceratese, militante in Lega Pro: disputa con i marchigiani disputa i play-off, senza ottenere la promozione. Nelle due stagioni successive la storia si ripete: prima con il Cosenza e poi con la Casertana, in quella che nel frattempo è tornata a chiamarsi Serie C. Nel settembre 2018 scende di categoria, trovando l'accordo con il Nola, club militante in Serie D.
Il 21 ottobre 2019 firma un contratto con la Nocerina, sempre in Serie D.

## Statistiche

### Presenze e reti nei club
Statistiche aggiornate al 24 novembre 2019.
| Stagione         | Squadra          | Campionato       | Campionato | Campionato | Coppe nazionali | Coppe nazionali | Coppe nazionali | Altre coppe | Altre coppe | Altre coppe | Totale | Totale |
| Stagione         | Squadra          | Comp             | Pres       | Reti       | Comp            | Pres            | Reti            | Comp        | Pres        | Reti        | Pres   | Reti   |
| ---------------- | ---------------- | ---------------- | ---------- | ---------- | --------------- | --------------- | --------------- | ----------- | ----------- | ----------- | ------ | ------ |
| 2000-2001        | Chieti           | C2               | 17         | 0          | CI-C            | ?               | ?               |             |             |             | 17+    | 0+     |
| 2001-2002        | Chieti           | C1               | 21         | 1          | CI-C            | ?               | ?               |             |             |             | 21+    | 1+     |
| 2002-2003        | Chieti           | C1               | 30         | 0          | CI-C            | ?               | ?               |             |             |             | 30+    | 0+     |
| Totale Chieti    | Totale Chieti    | Totale Chieti    | 68         | 1          |                 | ?               | ?               |             | -           | -           | 68+    | 1+     |
| 2003-2004        | Piacenza         | B                | 28         | 4          | CI              | 0               | 0               |             |             |             | 28     | 4      |
| 2004-2005        | Piacenza         | B                | 17         | 0          | CI              | 2               | 0               |             |             |             | 19     | 0      |
| Totale Piacenza  | Totale Piacenza  | Totale Piacenza  | 45         | 4          |                 | 2               | 0               |             | -           | -           | 47     | 4      |
| 2005-2006        | Arezzo           | B                | 17         | 0          | CI              | 1               | 1               |             |             |             | 18     | 1      |
| 2006-gen. 2007   | Juve Stabia      | C1               | 14         | 1          | CI-C            | ?               | ?               |             |             |             | 14+    | 1+     |
| gen.-giu. 2007   | Pisa             | C1               | 15+4       | 1          | CI-C            | -               | -               |             |             |             | 19     | 1      |
| 2007-2008        | Pisa             | B                | 35+1       | 4          | CI              | 2               | 0               |             |             |             | 38     | 4      |
| 2008-gen. 2009   | Chievo           | A                | 9          | 0          | CI              | 1               | 0               |             |             |             | 10     | 0      |
| gen.-giu. 2009   | Pisa             | B                | 15         | 1          | CI              | -               | -               |             |             |             | 15     | 1      |
| Totale Pisa      | Totale Pisa      | Totale Pisa      | 65+5       | 5          |                 | 2               | 0               |             | -           | -           | 72     | 5      |
| 2009-2010        | Benevento        | 1D               | 31+2       | 2          | CI+CI-LP        | 2+1             | 0               | -           | -           | -           | 36     | 4      |
| 2010-2011        | Benevento        | 1D               | 24+2       | 6          | CI+CI-LP        | 2+0             | 0               | -           | -           | -           | 28     | 6      |
| 2011-2012        | Benevento        | 1D               | 26         | 1          | CI+CI-LP        | 2+0             | 0               | -           | -           | -           | 28     | 1      |
| 2012-2013        | Benevento        | 1D               | 24         | 1          | CI+CI-LP        | 2+2             | 0               | -           | -           | -           | 28     | 1      |
| Totale Benevento | Totale Benevento | Totale Benevento | 105+4      | 10         |                 | 11              | 0               |             | -           | -           | 120    | 10     |
| gen.-giu. 2014   | Sorrento         | 2D               | 13+2       | 0          | CI-LP           | -               | -               | -           | -           | -           | 15     | 0      |
| 2014-2015        | Gubbio           | LP               | 35+2       | 3          | CI-LP           | ?               | ?               | -           | -           | -           | 37+    | 1+     |
| 2015-2016        | Maceratese       | LP               | 27+1       | 1+0        | CI-LP           | 2               | 0               | -           | -           | -           | 29     | 0      |
| 2016-2017        | Cosenza          | LP               | 20+5       | 0+0        | CI+CI-LP        | 1+1             | 0+0             | -           | -           | -           | 27     | 0      |
| 2017-2018        | Casertana        | C                | 31+1       | 1+0        | CI+CI-LP        | 1+0             | 0+0             | -           | -           | -           | 33     | 0      |
| 2018-2019        | Nola             | D                | 28+1       | 2          | CI-D            | 0               | 0               | -           | -           | -           | 29     | 2      |
| 2019-2020        | Nocerina         | D                | 5          | 1          | CI-D            | 0               | 0               | -           | -           | -           | 5      | 1      |
| Totale carriera  | Totale carriera  | Totale carriera  | 508        | 30         |                 | 22+             | 1+              |             | -           | -           | 530+   | 30+    |